# Kari Karhunen
Kari Karhunen (* 1915; † 1992) war ein finnischer Mathematiker auf dem Gebiet der Wahrscheinlichkeitsrechnung und mathematischen Statistik. Er ist bekannt für das Karhunen-Loève-Theorem und die Karhunen-Loève-Transformation.
Karhunen promovierte 1947 an der Universität Helsinki Über lineare Methoden in der Wahrscheinlichkeitsrechnung. Der Betreuer seiner Dissertation war Rolf Nevanlinna.
Im Jahr 1955 arbeitete er beim finnischen Komitee für mathematische Maschinen, das den ersten finnischen Computer ESKO entwickelte.